# Riocalente
Riocalente (oficialmente y en asturiano: Riucalente) es un lugar de la parroquia de Piñera, concejo de Castropol, en la comarca del Eo-Navia, Principado de Asturias, España.